# Маняти, Дмитрий Афанасьевич
Дми́трий Афана́сьевич Маняти (1818—1879) — русский военачальник, генерал-майор.

## Биография
Родился в 1818 году. 18 декабря 1857 года, будучи в чине майора, награждён орденом Святого Георгия IV степени.
1 октября 1863 года «в воздаяние отличной храбрости, оказанной в делах с горцами во время экспедиции Адагумского отряда в 1862 году» подполковнику Крымского пехотного полка Дмитрию Маняти был пожалован Орден Святой Анны 2-й степени с короной и мечами.
Генерал-майор с 24 августа 1874 года.
Умер в Пятигорске 25 июня 1879 года..